# Rasūlābād (ort i Indien, Unnao)
Rasūlābād är en ort i Indien.   Den ligger i distriktet Unnao och delstaten Uttar Pradesh, i den centrala delen av landet, 400 km sydost om huvudstaden New Delhi. Rasūlābād ligger 131 meter över havet och antalet invånare är 7 800.
Terrängen runt Rasūlābād är mycket platt. Runt Rasūlābād är det tätbefolkat, med 636 invånare per kvadratkilometer. Närmaste större samhälle är Jagdīshpur, 5,5 km öster om Rasūlābād. Trakten runt Rasūlābād består till största delen av jordbruksmark.